# Лёд IX

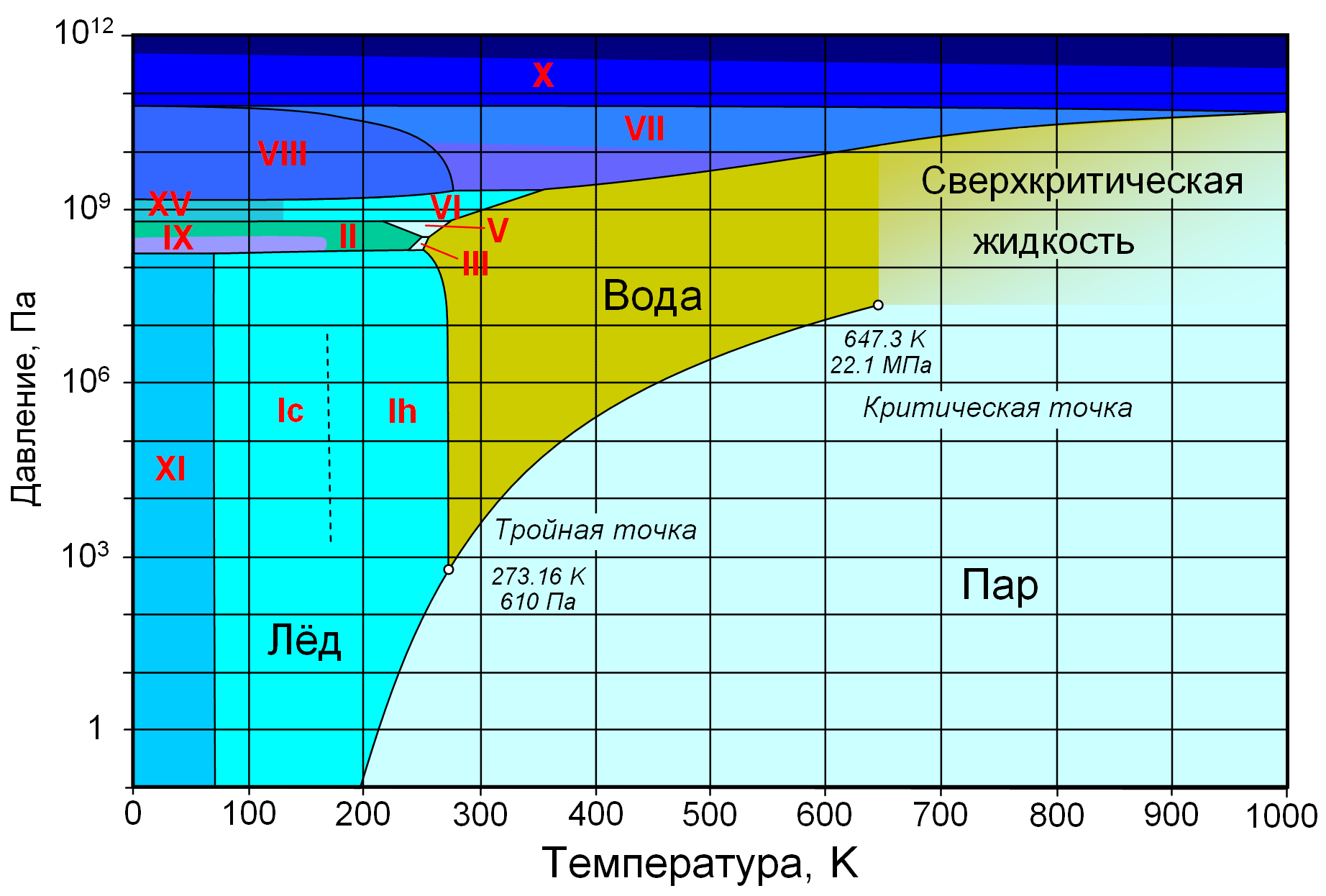
Фазовая диаграмма воды

Лёд IX — представляет собой метастабильную форму твёрдой воды, устойчивую при температурах ниже −133 °C (140 K) и давлениях в пределах от 200 до 400 МПа. Обладает тетрагональной кристаллической решёткой. Плотность составляет 1,16 г/см³, то есть, на 27 % выше, чем у обычного льда. Создается изо льда III быстрым охлаждением от −65 °C (208 K) до −108 °C (165 K) (быстрота необходима, чтобы избежать образования льда II). Структура идентична структуре льда III, но расположение протонов упорядочено.
Диэлектрическая проницаемость (статическая) у льда IX равна 3,74.
Обычный водный лёд относится по номенклатуре Бриджмена ко льду Ih. В лабораторных условиях (при разных температурах и давлениях) были созданы разные модификации льда: от льда II до льда XIX.